# Velký Nepál

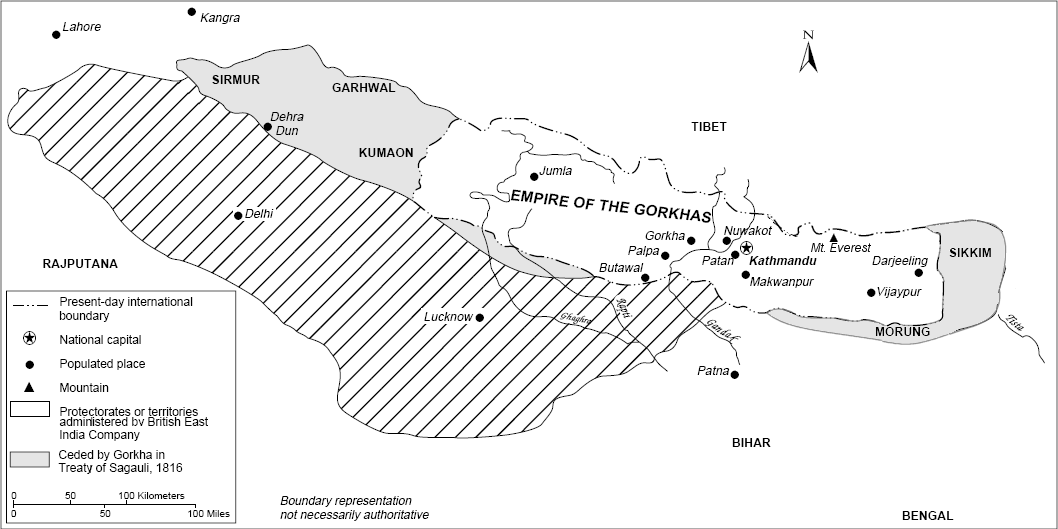
Mapa Nepálu s územími odstoupenými roku 1816

Velký Nepál je iredentistická politická koncepce, jejímž cílem je připojit k Nepálu území ztracená po porážce v anglo-gurkhské válce v letech 1815 a 1816, která jsou součástí Indie.
Gurkhské království s vládnoucí dynastií Šáhů v průběhu 18. století sjednotilo území současného Nepálu a v rámci své expanze dobylo také Sikkim, Kumáón a Garhwál. Sahalo od řeky Satladž na západě po řeku Tista na východě. Sáugalíská smlouva, kterou donutila Nepálce podepsat po válce Britská Východoindická společnost, však znamenala ztrátu těchto území o celkové rozloze 105 000 km². V roce 2005 vznikla strana Unified Nepal National Front, která požaduje revizi této smlouvy a návrat Nepálu do původních hranic, nepálská vláda však tento plán oficiálně nepodporuje.